# 和智日菜子
和智 日菜子（わち ひなこ、2002年1月10日 - ）は、日本のシンガーソングライター。京都府出身。ALWAYS所属。2年留年しており、2025年現在、立命館大学に在籍中。

## 略歴
2020年9月に『君へありがとう』（MKsoul Records）でソロ歌手としてデビュー。
ミスキャンパス立命館2022グランプリ。
2023年4月から2024年3月までオールナイトフジコ内の「フジコーズ」学生番号No.15として活動。
番組企画と連動して、2023年6月、光文社『FLASH』にて初の水着グラビアを披露。以降、グラビアアイドルとしても活動する。大学4年＝卒業年度を迎えたことを理由にフジコーズを卒業するが、和智は「私はもう留年決まってる」と番組内で告白した。
2024年5月、光文社主催の「ミスFLASH2025」オーディションにエントリー。もともと水着になることは抵抗があったが、フジコーズ在籍時代FLASH紙面に掲載された際反響を思い出し、挑戦に踏み切った。

## 人物
- 趣味はショッピング、音楽、ヨガ、ドラマ鑑賞[1]。
- 特技はカラオケで100点を獲ることで、「オールナイトフジコ」内で行われた「歌うまフジコ決定戦」では1回目で乃木坂46の「サヨナラの意味」を、2回目で長山洋子の「じょんがら女節」を歌い、連覇を達成している[7]。
- AKB48の18期オーディションに最終審査で落選した。
- 2023年5月19日放送の「オールナイトフジコ」で自らを「男が好きな体だと思います!」と発言した[8]。なお、これは母親に指摘されたものだという[9]。
- 好きな食べ物はいちご、ハンバーグ、オムライス。
- 嫌いな食べ物はなすび、ピーマン、パプリカ。
- 好きな言葉は猪突猛進。
- 出演したい番組は「千鳥の鬼レンチャン」や「FNS歌謡祭」等の音楽番組[10]。
- 憧れの人はMACO。
- チャームポイントは声。
- 自分の性格に嘘がつけない性格ゆえに「オールナイトフジコ」内のフジコーズデビューシングル選抜バトルで落選した際には憮然とした表情のまま番組の最後まで出演を続けた。その結果、ネットにアンチコメントが寄せられる事態となった。そんなアンチについては、インタビューで「最初はそんな自分にコンプレックスを感じて病むこともあったんですけど、最近はそのままでいいんだと思えるようになりました。MCの方やディレクターさんにも『和智はそのままでいいよ。変に取り繕わないでいい。』って言ってもらえて気持ちが楽になりましたね。」とした上で「私みたいな役回りってみんなやりたがらないんです、叩かれるのが怖いから。でも、誰もやらないからこそ面白いって言ってくれる人もいるし、結果的に番組が盛り上がったらそれは成功だと思う。」と語っている[11]。
- さらば青春の光と彼らの個人事務所ザ・森東のファンで、特に森田哲矢の大ファンである。2024年1月12日の「オールナイトフジコ」内で森田との対決に勝利し、森田にバックハグしてもらったことがある[12]。同番組の2024年3月23日放送分では森田に婚姻届を手渡した[13]。番組内では断られているが、同年6月の会見では「まだ諦めていない」と発言している[14]。

## 出演

### テレビ
- オールナイトフジコ（2023年4月15日 - 2024年3月23日、フジテレビ） - フジコーズとして

### ラジオ
- フジコーズのオールナイトニッポンX（2023年12月21日、ニッポン放送）[15]
- アッパレやってまーす!（2024年3月10日、MBSラジオ）[16]

### CM
- リゼクリニック「【ミスキャンコラボTVCM】リゼウォーク編」[17][18]

### イベント
- 鳥取肉祭（2023年9月23日・24日） - 鳥取駅前「風紋広場」
- 能フェス～春の陣二〇二四～（2024年3月24日、くろちく百千足館能舞台）
- 8739WORLD FOOD FESTIVAL（2024年4月6日・7日、kokoka京都市国際交流会館）[7]
- SPLASH SUMMER×近代麻雀水着祭2024（2024年4月27日 - 29日）

## ディスコグラフィ
| 発売日       | タイトル       | レーベル       | 備考・ランキング等                            |
| ------------ | -------------- | -------------- | --------------------------------------------- |
| 2020年9月2日 | 君へありがとう | MKsoul Records | 2020.8.13 「歌ネット」歌詞注目度ランキング4位 |